# Делчев връх
Делчев връх (на английски: Delchev Peak) е най-високият връх на хребета Делчев в Тангра планина, основната планинска верига на остров Ливингстън от Южните Шетландски острови в Антарктика. Върхът е покрит с лед и се издига на надморска височина 940 метра.

## Местоположение
Делчев връх, връхната точна на Делчевия хребет, се намира на 7,2 км в посока изток-североизток от Големия Иглен връх, на 3,2 км югоизточно от нос Рила и на 7,6 км на запад-югозапад от нос Рение. Издига се над ледника Искър на запад, ледника Сопот на север и ледника Ропотамо на юг-югоизток.
Географски координати на връх Делчев: 62°38′29″ ю. ш. 59°55′58″ з. д. / 62.641389° ю. ш. 59.932778° з. д.

## Картографиране
Топографското проучване е направено от българската антарктическа експедиция „Тангра“ през 2004/2005 година.
Картографирането е британско от 1968 година, аржентинско от 1980 година и българско от 2005 и 2009 година.

## Произход на името
Върхът е наименуван на Гоце Делчев (1872 – 1903),  водач на българското освободително движение в Македония, български национален герой.

## Карти
- L.L. Ivanov et al. Antarctica: Livingston Island and Greenwich Island, South Shetland Islands. Scale 1:100000 topographic map. Sofia: Antarctic Place-names Commission of Bulgaria, 2005.
- L.L. Ivanov. Antarctica: Livingston Island and Greenwich, Robert, Snow and Smith Islands. Scale 1:120000 topographic map.  Troyan: Manfred Wörner Foundation, 2009.  ISBN 978-954-92032-6-4
- Antarctic Digital Database (ADD). Scale 1:250000 topographic map of Antarctica. Scientific Committee on Antarctic Research (SCAR). Since 1993, regularly upgraded and updated.
- L.L. Ivanov. Antarctica: Livingston Island and Smith Island. Scale 1:100000 topographic map. Manfred Wörner Foundation, 2017. ISBN 978-619-90008-3-0

## Делчев връх в популярната култура
Корицата на сборния албум Under Heaven: Vinson Massif (2010) всъщност съдържа снимка не на масива Винсън, а на източната част на Тангра планина, с прохода Мугла и връх Вапцаров на преден план, а на заден план връх Елена (вляво) и връх Делчев (вдясно). Както снимката, така и погрешната идентификация вероятно са произлезли от вписването Vinson Massif на уебсайта Seven Summits Quest.